# IKon (hudební skupina)
Ikon (korejsky 아이콘, stylizováno jako iKON) je jihokorejská chlapecká hudební skupina vytvořená v roce 2015 společností YG Entertainment prostřednictvím reality show WIN: Who is Next. Skupina měla v roce 2021 šest členů: Bobby, Jinhwan, Ju-ne, Yunhyeong, Donghyuk a Chanwoo. V roce 2019 odešel ze skupiny B.I.
Skupina debutovala s albem Welcome Back (2015). V roce 2018 vyšlo jejich druhé album Return, ze kterého pochází jedna z jejich nejúspěšnějších skladeb „Love Scenario“.

## Členové
Současní
- Jinhwan (진환)
- Yunhyeong (윤형)
- Bobby (바비)
- Donghyuk (동혁)
- Ju-ne (준회)
- Chanwoo (찬우)

Dřívější
- B.I (비아이)

## Diskografie

### Korejská alba
- Welcome Back (2015)[3]
- Return (2018)[4]

### Japonská alba
- New Kids (2019)[5]